# モーリス・アスラン
モーリス・アスラン（Maurice Asselin、1882年6月24日 - 1947年9月27日）はフランスの画家、版画家である。

## 略歴
オルレアンの御者、レストラン店主の息子に生まれた。1899年に繊維関係の会社に入社しパリでしばらく仕事をした後オルレアンに戻り、独学で風景画を描くようになった。1903年に再びパリに出て、パリ国立高等美術学校で、フェルナン・コルモンの指導を受けた。リュクサンブール美術館やルーブル美術館でポール・セザンヌや印象派の画家の作品を学び、影響を受けた。結核にかかり、療養所に入院した後、1905年から1907年の間、毎年、ブルターニュを訪れ、モエラン＝シュル＝メールの村に滞在し、風景画を描いた。
1906年にアンデパンダン展に出展し、1907年にサロン・ドートンヌに出展した。1910年にはサロン・ドートンヌの審査員も務めた。1908年にイタリアに旅し、5月から10月までかけて自転車でローマからフィレンツェを旅した。1910年にもイタリアを旅した。
1912年からは、ロンドンに何度も旅し、1913年にロンドンで最初の個展を開いた。1914年から1916年の間は、友人になったウォルター・シッカートの家に住んで活動した。第一次世界大戦が始まるとフランス軍事博物館の館長の発案によって、ピエール・ボナールやエドゥアール・ヴュイヤールとともに戦争画を描く画家の一人に選ばれた。1919年9月に結婚し3人の子供が生まれ、母親と子供を題材にした作品も描くようになった。
その後、フランス南部やブルターニュで活動した。ヌイイ＝シュル＝セーヌに邸を建ててパリから移った。第二次世界大戦中はシャロンヌ＝シュル＝ロワールで過ごした。ヌイイ＝シュル＝セーヌで死去した。

## 作品

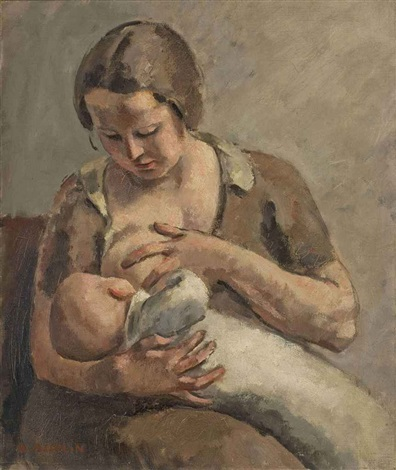
母親
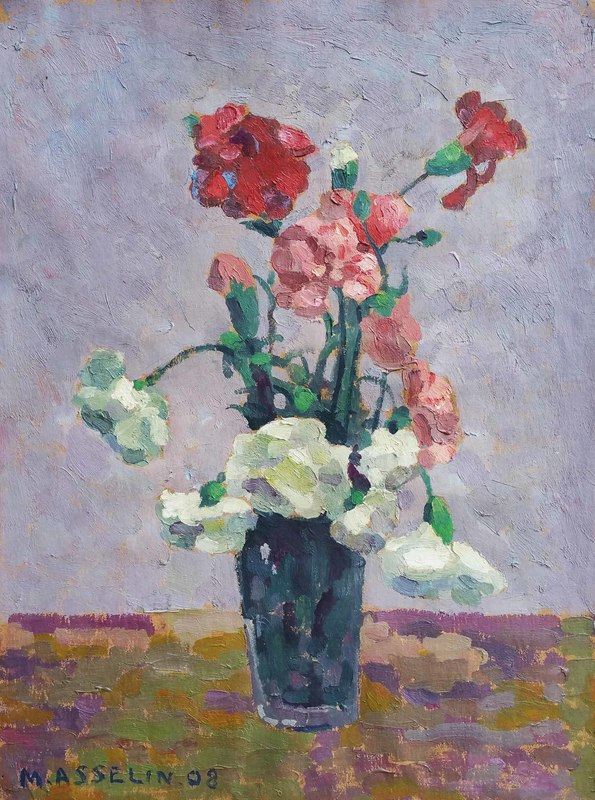
カーネーションの花束 (1906)
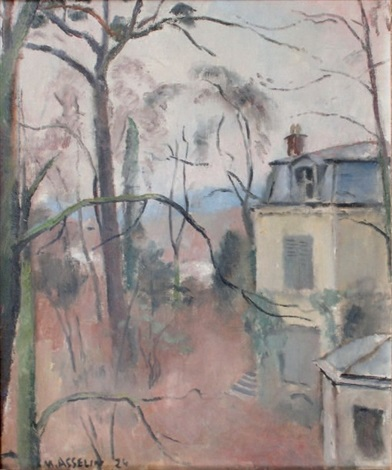
風景 (1924)
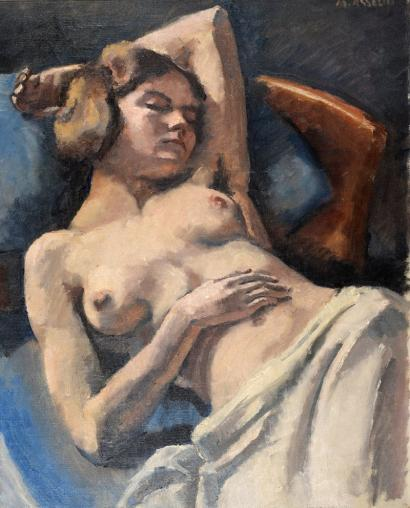
眠る女性

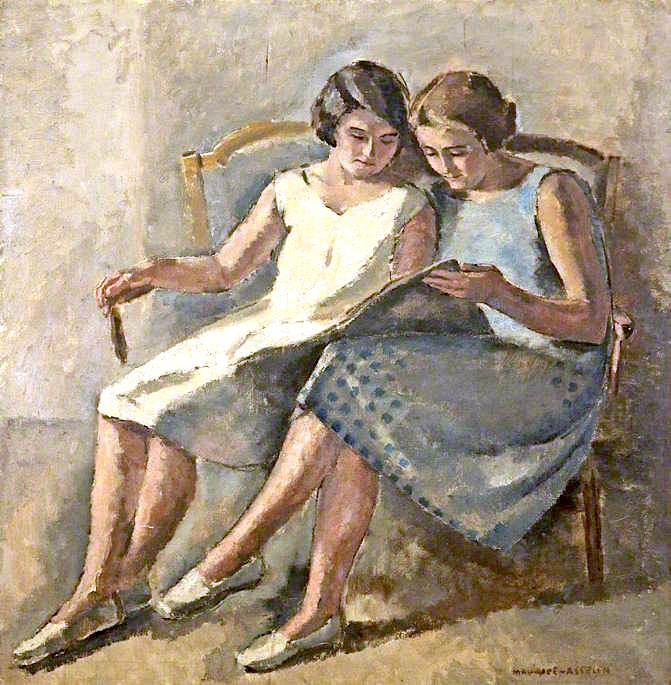
読書する2人の少女(c.1920)
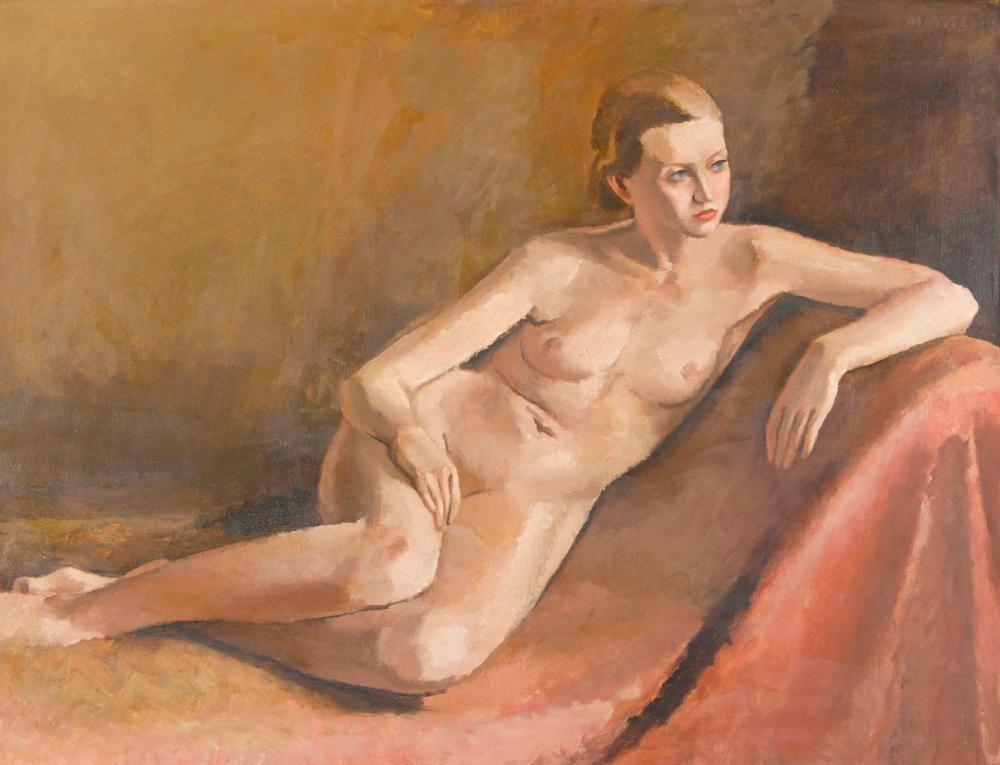
横たわるヌード (1938)
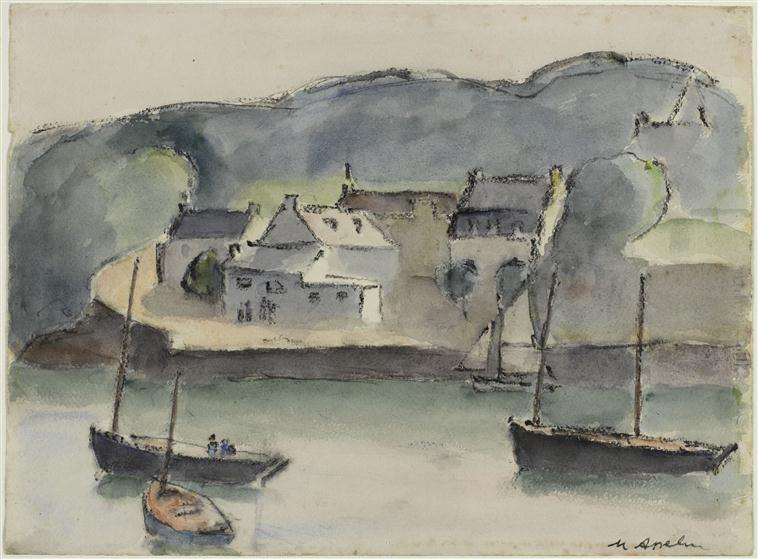
(1938)